# ریچارد هریس
ریچارد سنت جان هریس (به انگلیسی: Richard St John Harris) (۱ اکتبر ۱۹۳۰ – ۲۵ اکتبر ۲۰۰۲) هنرپیشه، خواننده و آهنگساز ایرلندی بود.
هریس در لیمریک (در ایرلند) زاده شد و یکی از نه فرزند ایون هریس و میلدرد هریس بود.
وی در بازی راگبی استعداد چشمگیری داشت و یکی از بازیکنان این بازی بوده است.
در سال ۱۹۹۶ در جشن صدسالگی سینما در ایرلند، تمبری با عکس وی چاپ شده است.
در سال ۲۰۰۲ در سن ۷۲ سالگی درگذشت.
آنابل والیس خواهرزاده اوست.

## جایزه‌ها
- نامزد جایزه اسکار بهترین بازیگر نقش اول مرد در سال ۱۹۶۴
- نامزد جایزه اسکار بهترین بازیگر نقش اول مرد در سال ۱۹۹۱

## فیلم‌شناسی
| سال  | فیلم                   |
| ---- | ---------------------- |
| ۱۹۶۳ | این زندگی ورزشی        |
| ۱۹۶۶ | کتاب مقدس              |
| ۱۹۶۶ | هاوایی                 |
| ۱۹۷۰ | مردی به نام اسب        |
| ۱۹۷۰ | مولی مگوایرز           |
| ۱۹۷۴ | نیروی عظیم             |
| ۱۹۷۶ | بازگشت مردی به نام اسب |
| ۱۹۷۶ | طنین یک تابستان        |
| ۱۹۷۷ | ارکا: نهنگ قاتل        |
| ۱۹۷۸ | غازهای وحشی            |
| ۱۹۸۱ | تارزان مرد گوریلی      |
| ۱۹۸۳ | پیروزی مردی به نام اسب |
| ۱۹۹۰ | مزرعه                  |
| ۱۹۹۲ | شن‌های سفید             |
| ۱۹۹۲ | بازی پاتریوت           |
| ۱۹۹۲ | نابخشوده               |
| ۱۹۹۸ | آرایشگر سیبری          |
| ۲۰۰۰ | گلادیاتور              |
| ۲۰۰۱ | هری پاتر وسنگ جادو     |
| ۲۰۰۲ | هری پاتر و تالار اسرار |
| ۲۰۰۳ | ژولیو سزار             |